# 裸のビーナス/よろしく哀愁
「裸のビーナス／よろしく哀愁」（はだかのビーナス／よろしくあいしゅう）は 1991年4月25日に発売された郷ひろみ62作目のシングル。

## 解説
1973年「裸のビーナス」、1974年「よろしく哀愁」をセルフカバー。

## 収録曲
全曲　作曲:筒美京平／編曲:難波正司
1. 裸のビーナス－NAKED VENUS HOUSE VERSION－（3分34秒）
  - 作詞:岩谷時子
2. よろしく哀愁－HELLO SADNESS BOSSA VERSION－（4分23秒）
  - 作詞:安井かずみ